# Breuilaufa
Breuilaufa é uma comuna francesa na região administrativa da Nova Aquitânia, no departamento de Alto Vienne. Estende-se por uma área de 4,6 km². Em 2010 a comuna tinha 126 habitantes (densidade: 27,4 hab./km²).